# Au boulot, Jerry
Pour plus de détails, voir Fiche technique et Distribution.
Au boulot, Jerry (Hardly Working) est un film américain de Jerry Lewis sorti en 1980.

## Fiche technique
- Titre original : Hardly Working
- Titre français : Au boulot, Jerry
- Réalisation : Jerry Lewis
- Scénario : Jerry Lewis et Michael Janover
- Musique : Morton Stevens
- Direction artistique : Don Ivey
- Décors : Tom Coll
- Photographie : James Pergola
- Montage : Michael Luciano
- Production : Mickey Blowitz , Igo Kantor, James J. McNamara
- Sociétés de production : Hardly Working, 20th Century Fox
- Société de distribution : 20th Century Fox
- Pays d'origine :  États-Unis
- Langue : anglais
- Format : Couleur (Technicolor) - 35 mm - 1,85:1 - son mono (Westrex Recording System)
- Genre :  comédie
- Durée : 91 minutes (1 h 31)
- Dates de sortie :
  - France : 9 avril 1980
  - États-Unis : 27 mars 1981 (première à Palm Beach)

## Distribution
- Jerry Lewis (VF : Serge Sauvion[3]) : Bo Hooper
- Susan Oliver : Claire Trent
- Roger C. Carmel (VF : Gabriel Cattand) : Robert Trent
- Deanna Lund (VF : Perrette Pradier) : Millie
- Harold J. Stone (VF : Georges Atlas) : Frank Loucazi
- Steve Franken : Steve Torres
- Buddy Lester (VF : William Sabatier) : Claude Reed
- Leonard Stone (VF : Pierre Marteville) : Ted Mitchell
- Billy Barty : Sammy
- Alex Henteloff (VF : Sady Rebbot[3]) : J. Balling
- Britt Leach (VF : Bernard Tiphaine) : le patron de la station service
- Tommy Zibelli II (VF : Jackie Berger) : Bobby Trent
- Buffy Dee (VF : Roger Lumont) : C.B.
- Angela Bomford (VF : Jacqueline Porel) : une cliente de la boutique

## Production
Le tournage a eu lieu du 15 mai au 30 juin 1967 en Floride (Palm Beach, Broward County) mais est sorti seulement en 1981 sur les écrans américains en raison de mauvais montages financiers[réf. nécessaire].

## Sortie
Box-office en France : 540 740 entrées[réf. nécessaire]